# Sophie Adell

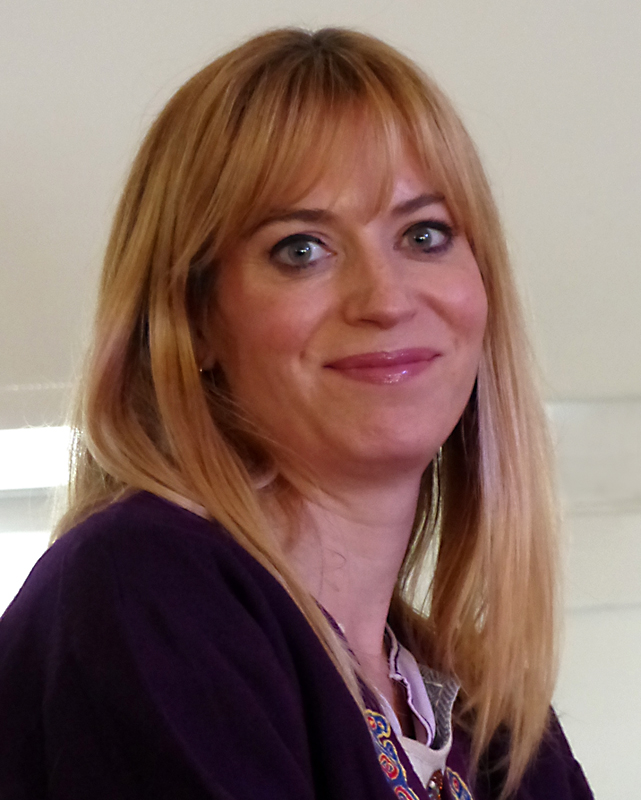
Sophie Adell, 2015

Sophie Adell (* 26. September 1975 in London) ist eine deutsche Schauspielerin.

## Leben
Sophie Adell wuchs als Tochter eines Managers und einer Fremdsprachensekretärin in London, Brüssel, Athen, New Jersey, Nordholland und Buenos Aires auf. Mit 15 Jahren zog sie nach Deutschland und absolvierte nach dem Abitur eine Schauspiel- und Tanzausbildung in Berlin, am Lee Strasberg Theatre and Film Institute in New York und an der Van Mar Academy in Los Angeles. Anschließend spielte sie Gastrollen in verschiedenen Fernsehproduktionen. In der RTL Comedyserie Bernds Hexe spielte sie von 2002 bis 2005 eine durchgehende Hauptrolle als Bankerin. Zwei komplette Staffeln der Serie Bernds Hexe sowie Episodenhauptrollen in Dr. Molly und Karl und Poldi und Drecksau wurden nicht ausgestrahlt. Es folgten weitere Rollen u. a. in Tatort, Die Superbullen und Let’s go!. Von 2013 bis 2015 war sie Teil des Ensembles der Serie In Your Dreams – Sommer deines Lebens.
Als Red Carpet Reporterin entwickelte sie das YouTube-Format Star Struck Sophie – VIP Talk, welches 2012 bis 2013 mitunter auf der Website des Filmfest München verlinkt wurde. Ein vergleichbares Format entstand anschließend auf der Berlinale im Auftrag von BMW Motorrad.
2014 engagierte sich Sophie Adell für das Ambulante Kinderhospiz München.

## Filmografie (Auswahl)
- 2000: 20.13 – Mord im Blitzlicht (Fernsehfilm)
- 2000: Tatort – Die Frau im Zug
- 2000, 2002: Wolffs Revier (Fernsehserie, verschiedene Rollen, 2 Folgen)
- 2000–2007: Der letzte Zeuge (Fernsehserie, 5 Folgen)
- 2001: Zebralla! (Fernsehserie, 1 Folge)
- 2002: Im Namen des Gesetzes (Fernsehserie, Folge Das Zweite Gesicht)
- 2002: Tatort – Filmriss
- 2002: SK Kölsch (Fernsehserie, Folge Götterdämmerung)
- 2002–2011: Bernds Hexe (Fernsehserie, 39 Folgen)
- 2011: Dr. Molly & Karl (Fernsehserie, 1 Folge)
- 2011: Die Superbullen
- 2012: Um Himmels Willen (Fernsehserie, Folge Gott oder die Welt)
- 2013–2015: In Your Dreams – Sommer deines Lebens (Fernsehserie, 7 Folgen)
- 2014: Let’s go! (Fernsehfilm)
- 2015: Mara und der Feuerbringer
- 2018: Oma ist verknallt (Fernsehfilm)